# Џеферсон (Луизијана)
Џеферсон (енгл. Jefferson) насељено је место без административног статуса у америчкој савезној држави Луизијана.

## Демографија
По попису из 2010. године број становника је 11.193, што је 650 (-5,5%) становника мање него 2000. године.
| Група             | 2000.         | 2010.         |
| Белци             | 8.149 (68,8%) | 6.995 (62,5%) |
| Афроамериканци    | 2.779 (23,5%) | 2.848 (25,4%) |
| Азијати           | 178 (1,5%)    | 156 (1,4%)    |
| Хиспаноамериканци | 601 (5,1%)    | 1.071 (9,6%)  |
| Укупно            | 11.843        | 11.193        |